# Goblin

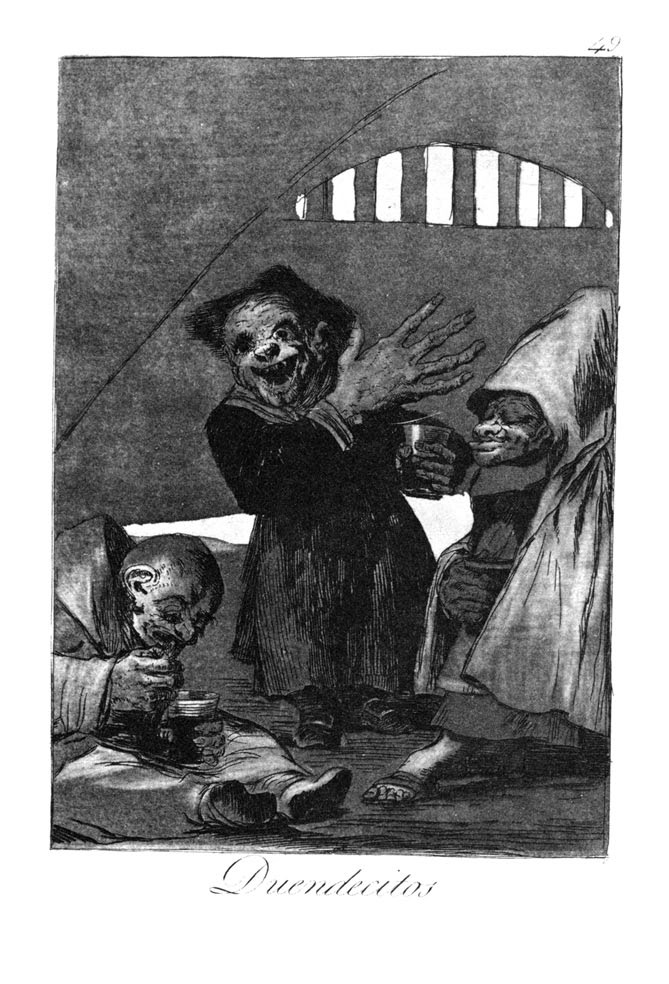
Francisco de Goyas tolkning av en goblin.

Goblin (engelska) är i viss västerländsk folklore, i bland annat den engelskspråkiga världen, vandrande småvuxna varelser som tycker om att ställa till med besvär. De tänktes leva i grottor men kunde hemsöka hem där de bland annat slog i kastruller, drog av folk täcket när de sov, flyttade möbler om nätterna, bankade på dörren för att sedan springa sin väg och ställde till med allmän oreda. Man trodde att de hjälpte föräldrar att uppfostra barn genom att belöna lydiga barn och bestraffa olydiga. Ordet lånades in till engelskan från franskan (gobelin) och kommer ursprungligen från de grekiska kobalos som betyder "skurk". I Tyskland heter de kobolder. Inom keltisk mytologi används ordet för de walesiska varelserna colynau och bwgan och de irländska varelserna cluricaune och dullahan.
Gobliner har populariserats under efterkrigstiden i rollspel, filmer och fantasyböcker. Den bild av gobliner som förmedlas i populärkultur är en modern konstruktion som bygger på men inte ger en rättvisande bild av de mytologiska varelserna.

## Gobliner utanför folklore
- Goblin Market är en dikt publicerad av Christina Rossetti 1862. Dikten är en saga om två systrar som frestas av gobliner och har tolkats både som en sexuell och religiös allegori.[4]
- Goblins förekommer i boken Prinsessan och de underjordiska publicerad av George MacDonald 1872.
- J.R.R. Tolkiens Sagan om ringen-böcker. Översättes på svenska till vättar.
- Warcraft-universumet utgivet av Blizzard Entertainment, främst datorspel.
- I kortspelet Magic: The Gathering är goblins en av de vanligaste varelsetyperna och har förekommit sedan spelet först publicerades. De förekommer vanligen på röda kort. Lekar baserade på varelsetypen har nått viss framgång i turneringar.
- Dungeons & Dragons och liknande rollspel.
- Skurken Green Goblin i serierna om Spider-Man.
- Monster i Tibia.
- I Harry Potter-böckerna vaktar goblins Gringotts trollkarlsbank. I svensk översättning kallas de svartalfer.
- I Spiderwick-böckerna, då som "paddtroll" och "gristroll" i den svenska översättningen.
- I MMORPG:t The Lord of the Rings Online förekommer goblins ofta som monster.
- Goblin (musikgrupp), italienskt progband.
- Monster i Runescape.
- Goblin är att album av rapartisten Tyler, the Creator.